# یواس‌اس مینه‌سوتا (۱۸۵۵)
یواس‌اس مینه‌سوتا (۱۸۵۵) (به انگلیسی: USS Minnesota (1855)) یک کشتی بود که طول آن ۲۶۴ فوت ۹ اینچ (۸۰٫۷۰ متر) بود. این کشتی در سال ۱۸۵۵ ساخته شد.